# Hybride lijst
Een hybride lijst, of semi-open lijst, is een type kieslijst in kiesstelsels met evenredige vertegenwoordiging waarbij kiezers een stem uit kunnen brengen op een politieke partij of op een individuele kandidaat. 
In hybride lijsten worden aspecten van een gesloten lijst en een open lijst gecombineerd wat een balans biedt tussen kiezersinvloed en partijcontrole. Kiezers hebben de vrijheid om een kandidaat naar keuze te selecteren, terwijl partijen toch nog enige controle behouden over de uiteindelijke volgorde van kandidaten.

## Kenmerken
Hybride lijsten kennen enkele kenmerken die hen onderscheiden van pure open of gesloten lijsten:
- Partij- of kandidaatstem: Kiezers kunnen hun stem uitbrengen op een partij of een specifieke kandidaat binnen die partij.
- Invloed op de lijstvolgorde: Partijen stellen een lijst van kandidaten op in een vaste volgorde, maar kandidaten kunnen de rangorde door voorkeurstemmen beïnvloeden.
- Diversiteit in uitvoeringsmodellen: Landen passen hybride lijsten op verschillende manieren toe, bijvoorbeeld door drempels voor voorkeurstemmen of verschillende toewijzingsregels waardoor de invloed van voorkeursstemmen kan variëren afhankelijk van het specifieke systeem.

## Rekenvoorbeeld
Stel dat een partij 20 zetels wint bij een verkiezing. Van de stemmen op de partij is 40% een stem op de lijst en 60% een stem op een specifieke kandidaat.
1. Zetels op basis van lijststemmen:  40% van de 20 zetels zijn voor kandidaten op basis van hun positie op de lijst. Dat betekent dat 8 zetels (40% van 20) worden toegewezen aan de eerste acht kandidaten op de lijst, ongeacht hun persoonlijke aantal voorkeurstemmen.
2. Zetels op basis van voorkeurstemmen:  De resterende 12 zetels (60% van 20) gaan naar de kandidaten met de meeste voorkeurstemmen. Alle kandidaten die nog overblijven worden gerangschikt op het aantal voorkeurstemmen dat zij hebben gekregen, en de eerste twaalf van deze kandidaten krijgen een zetel. Hier is geen minimumdrempel aan voorkeurstemmen voor nodig.

## België
In België wordt een hybride lijststelsel gebruikt bij federale, regionale en gemeenteraadsverkiezingen. De lijstvolgorde die partijen opstellen speelt een belangrijke rol, maar kiezers hebben de mogelijkheid om hun stem uit te brengen op individuele kandidaten binnen de partij van hun keuze. Kandidaten die voldoende voorkeurstemmen ontvangen, kunnen stijgen in de lijstvolgorde en mogelijk verkozen worden boven hoger geplaatste kandidaten.

## Denemarken
Denemarken kent eveneens een hybride lijststelsel voor parlementsverkiezingen. Kiezers kunnen stemmen op een partij of direct op een kandidaat. Kandidaten die voldoende voorkeurstemmen ontvangen, kunnen daarmee hun positie op de lijst beïnvloeden. Deze aanpak combineert het open aspect, waarbij kandidaten door kiezers naar voren geschoven worden, met een gesloten lijstindeling die door de partij is vastgesteld. Hierdoor hebben zowel partijen als kiezers invloed op wie verkozen wordt.

## Nederland
In Nederland is het erg lastig gebleken om de lijstvolgorde van partijen te doorbreken. Mede hierdoor is er een voorstel opgesteld voor het invoeren van een hybride lijst, genaamd 'met één stem meer keus'. Dit voorstel is afkomstig uit november 2006 en wordt ook wel het Burgerforum-kiesstelsel genoemd. Het geeft kiezers de mogelijkheid om te stemmen op een partij of direct op een kandidaat binnen die partij. Het idee hierachter is dat kandidaten met veel voorkeurstemmen sneller worden gekozen dan bij de huidige systematiek.

### Effecten
Bij het voorstel dat bij de Raad van State is ingediend worden eerst de lijstzetels toegewezen, gevolgd door de toewijzing van de kandidaatszetels. Het aandeel vrouwelijke volksvertegenwoordigers zou er hierbij substantieel op vooruit gaan. Het voorstel kan echter niet gezien worden als een vervanging van meervoudige kiesdistricten; er zijn geen eenduidige effecten te verwachten op de regionale spreiding van kandidaten. Verder ontmoedigt het systeem lijstduwers om mee te doen met verkiezingen vanwege de grotere kans op daadwerkelijke selectie.